# Рафаель Дудамель
Рафаель Дудамель (ісп. Rafael Dudamel; 7 січня 1973) — венесуельський футболіст, що грав на позиції воротаря. Згодом — футбольний тренер.
Виступав, зокрема, за клуб «Депортіво Калі», а також національну збірну Венесуели.
Його донька Аманда Дудамель стала першою віце-міс на конкурсі «Міс Всесвіт 2022».

## Клубна кар'єра
Народився 7 січня 1973 року. Вихованець футбольної школи клубу «Універсідад де Лос Андес».
У дорослому футболі дебютував 1989 року виступами за команду клубу «Універсідад де Лос Андес», в якій провів п'ять сезонів.
Згодом з 1994 по 1998 рік грав у складі команд клубів «Атлетіко Уїла», «Атлетіко Ель Віджа», «Санта-Фе», «Цулія» та «Кільмес».
Своєю грою за останню команду привернув увагу представників тренерського штабу клубу «Депортіво Калі», до складу якого приєднався 1998 року. Відіграв за команду з Калі наступні три сезони своєї ігрової кар'єри. Більшість часу, проведеного у складі «Депортіво Калі», був основним голкіпером команди.
Протягом 2001—2009 років захищав кольори клубів «Мільйонаріос», «Маракайбо», «Кортулуа», «Депортіво Тачира», «Мамелоді Сандаунз», «Америка де Калі» та «Естудіантес де Меріда».
Завершив професійну ігрову кар'єру у клубі «Реал Есппор», за команду якого виступав протягом 2009—2010 років.

## Виступи за збірну
1993 року дебютував в офіційних матчах у складі національної збірної Венесуели. Протягом кар'єри у національній команді, яка тривала 18 років, провів у формі головної команди країни 56 матчів, забивши 1 гол.
У складі збірної був учасником розіграшу Кубка Америки 1991 року в Чилі, розіграшу Кубка Америки 1993 року в Еквадорі, розіграшу Кубка Америки 1995 року в Уругваї, розіграшу Кубка Америки 1997 року у Болівії, розіграшу Кубка Америки 2001 року у Колумбії.

## Тренерська кар'єра
У сезоні 2010—2011 очолив клуб «Естудіантес де Мерида», один сезон (2012—2013) очолював юнацьку збірну Венесуели.
У 2014—2015 очолював клуб «Депортіво Лара», наступного сезону очолював молодіжну збірну Венесуели, а з 2016 по 2020 очолював тренерський штаб національної збірної Венесуели, зокрема керував збірною на Кубку Америки 2016 року в США.
Згодом тренував наступні клуби «Атлетіку Мінейру», «Універсідад де Чилі», «Депортіво Калі» та «Некакса», наразі є головним тренером колумбійської команди «Атлетіко Букараманга».

## Титули і досягнення
Тренер
- Бронзовий призер Боліваріанських ігор: 2017
- Срібний призер Ігор Центральної Америки та Карибського басейну: 2018